# Marathon des Sables
Marathon des Sable, eller Mds är ett sex dagars, 251 km ultramarathon, vilket ungefär motsvarar sex stycken marathon. Den längsta enkla etappen är 91 km (2009).
Det hålls i Sahara i södra Marocko, och på grund av terrängen, sträckan, temperaturen och det faktum att varje deltagare själv måste bära på en veckas förnödenheter (normalt 8-12kg plus vatten) räknas det som ett av världens tuffaste lopp. [2] [3]

## Loppet Marathon des Sables
Loppet går i marockanska Sahara i slutet av mars. Dagstemperaturen kan uppgå till 35-55 °C och på natten är det runt 0 °C. Övernattning sker i s.k. bivouacs (tält). Sandstormar är ganska vanliga. En veckas förnödenheter bärs av deltagaren själv, utöver detta tillkommer vikten av vatten. Innan loppet vägs var deltagares packning som måste vara minst 6,9 kg och max 15 kg (plus vatten). Det finns även krav på antal kalorier under de i snitt 6 marathondagarna.
Marathon des Sables initierades av f.d. främlingslegionären Patrick Bauer som 1984 tog sig 350 km över Sahara med 35 kilos packning. [4] Det räknas idag som ett prestigefullt och legendariskt lopp för den som vill överträffa sig själv under utmanande förhållanden.
Löpare från över 40 nationer deltar varje år, från bl.a Frankrike, Storbritannien, Belgien, Irland, USA, Canada, Japan, Marocko, Spanien m.fl.
Ca 17 % av deltagarna är kvinnor och 45 % veteraner, enligt loppets webbplats.
Deltagare från brittiska armén och veteranstödjande organisationer deltar i loppet årligen. Så även diverse hjälporganisationer och stora belopp har samlats in till välgörenhet av bl.a Ranulph Fiennes då han 2015 sprang för att samla in pengar till cancerforskning åt hjälporganisationen Marie Curie.

## Sahara maraton
Ett helt annat, kortare, lopp på 42 km fast av politisk betydelse, är Sahara Marathon, vilket utspelar sig i grannlandet Algeriet. Det loppet går mellan flyktinglägret El Aaiún och Smara. Var tredje kilometer finns vatten- och sportdrycksstationer. Under större delen av sträckan består underlaget av hårt packad sand, men mot slutet av loppet springer löparna i 8 km på sanddyner. Loppet hålls sedan 2001 i samband med den västsahariska nationaldagen den 27 februari. Klimatet är varmt och torrt och det finns risk för sandstormar. Bland kända deltagare i Saharan marathon, som ofta blir förväxlat med Marathon des Sables, kan nämnas Olle Svalander, författare och journalist, som samlade ihop 200 000 SEK till att bygga en skola i Smara och den kände kampsportsprofilen Musse Hasselwall.

## Kända deltagare i Marathon des Sables
Bland kända deltagare kan nämnas:
- 1994 - Mauro Prosperi, f.d. olympier från Sicilien, som startade i 1994 års upplaga men i en sandstorm kom han vilse 299 km från rutten. Han var borta i 10 dagar innan han hittades i Algeriet. Detta har dokumenterats i en Netflixserie.
- 2000 - Simon Murray, f.d. främlingslegionär, affärsman och äventyrare.
- 2008 - Luis Enrique, f.d. fotbollsproffs och tränare för FC Barcelona och för spanska landslaget.
- 2008 - James Matthews, affärsman.
- 2011 - James Cracknell, dubbel OS guldmedaljör i rodd, Storbritannien.
- 2015 - Ranulph Fiennes, äventyrare, f.d. SAS-soldat, blev den äldsta britten att genomföra loppet.
- 2015, 2017- Svenskan Elisabet Barnes vann Marathon des Sables för damer två gånger. Hennes morfar Alvar Kjellström grundade Silva kompasser och hennes morbror Jan Kjellström var framgångsrik orienterare.

De marockanska bröderna Lahcen och Mohamad Ahansal vann 10 respektive 6 upplagor, där Mohamad också 7 gånger kom tvåa efter sin bror.
2019 - Hunden Cactus fick medalj för att ha genomfört loppet